# Malleastrum orientale
Malleastrum orientale är en tvåhjärtbladig växtart som beskrevs av J.-f. Leroy. Malleastrum orientale ingår i släktet Malleastrum och familjen Meliaceae. Inga underarter finns listade i Catalogue of Life.